# Long Now Foundation
The Long Now Foundation är en amerikansk ideell organisation baserad i San Francisco i USA. Organisationen grundades år 1996 med syftet att utveckla två av dess projekt - Clock of the Long Now och Rosettaprojektet - samt att utgöra grunden för en väldigt långsiktig kulturell institution. Dess uttalade mål är att verka för långsiktigt tänkande och främja ansvarstagande i termer av de kommande 10 000 åren.

## Stiftelsens tidiga år
The Long Now Foundation grundades år 1996 i form av en ideell stiftelse. Året innan hade stifelsens medgrundare Danny Hillis i en opinionsartikel i tidskriften Wired föreslagit idén att skapa en klocka som skulle fungera i 10 000 år. I artikeln nämner Hillis även att det var musikern Brian Eno, även han en av stiftelsens medgrundare, som föreslog att klockan skulle kallas The Clock of the Long Now.
År 1997 anställde stiftelsen Alexander Rose som organisationens chef, vars huvudsakliga ansvar sedan dess har varit det praktiska arbetet med att översätta Danny Hillis koncept och ritningar till faktiska delar till en prototyp av The Clock of the Long Now. En första fungerande prototyp av 10 000-årsklockan färdigställdes och började ticka på nyårsafton år 1999.

## Nuvarande verksamhet
Long Now Foundation har flera pågående projekt, inklusive en 10 000-årsklocka kallad Clock of the Long Now och det språkbevarande Rosettaprojektet, och en seminarieserie.

### Clock of the Long Now

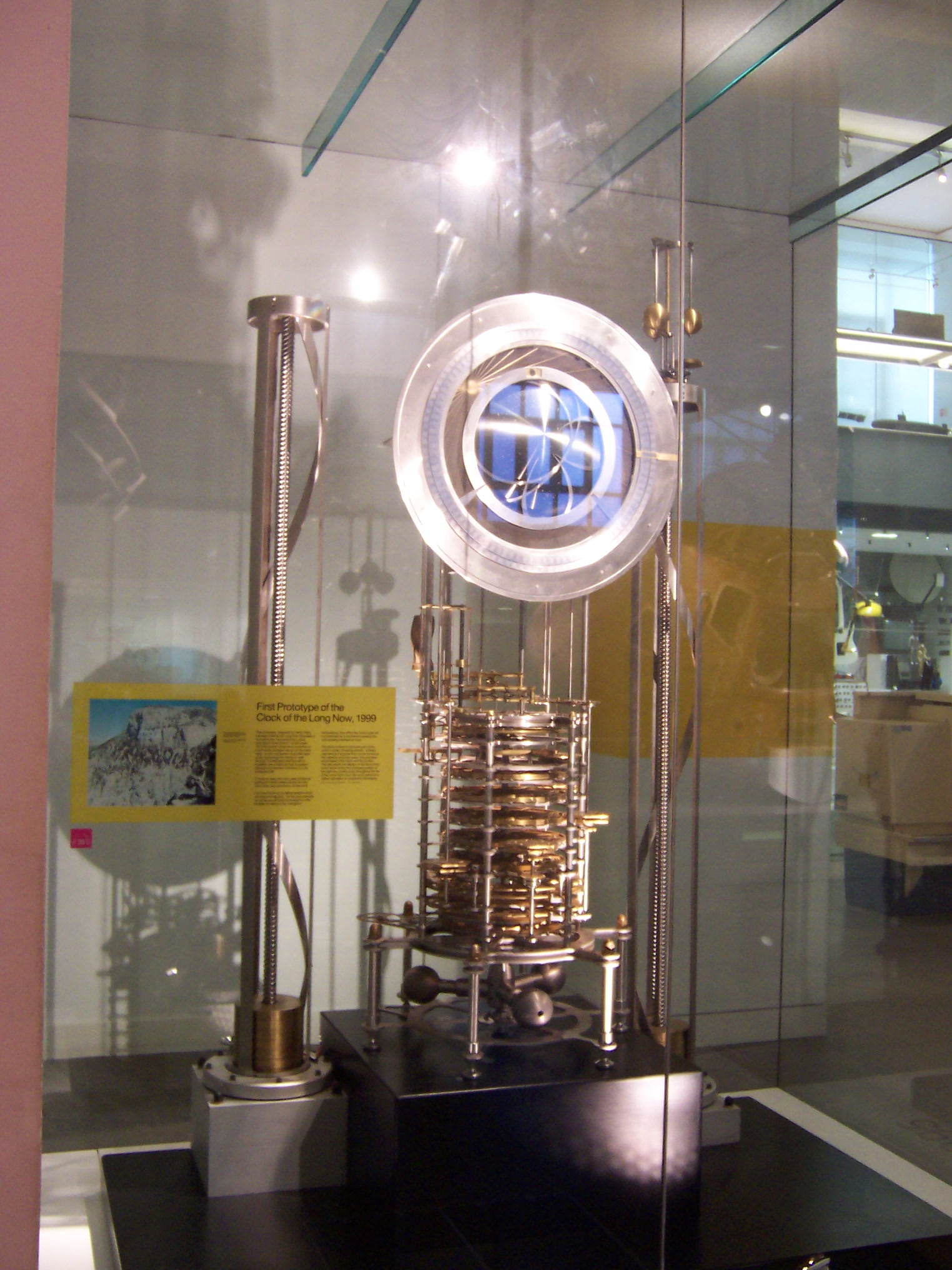
Den första prototypen av 10 000-årsklockan, på Londons tekniska museum, 2005.
Foto: Pkirlin

Clock of the Long Now, även kallad 10 000-årsklockan, är ett mekaniskt prototypur som är konstruerat för att visa rätt tid i 10 000 år med minimalt underhåll. Syftet med konstruktionen är, enligt Long Now Foundations Alexander Rose, att skapa en symbol som får betraktaren tänka på mänsklighetens långsiktiga framtid. Projektet skapades av den amerikanske uppfinnaren och entreprenören Danny Hillis och den första prototypen av uret började gå den 31 december 1999. Denna första prototyp, som är cirka två meter hög, finns på Londons tekniska museum.
Sedan december 2007 finns ytterligare två senare versioner av uret på The Long Now Museum & Store vid Fort Mason Center i San Francisco.
Konstruktion av ett första fullskaligt ur bekostades med hjälp av en donation på 42 miljoner dollar från Jeff Bezos och uret konstrueras sedan år 2011 på dennes egendom i Texas.

### Rosettaprojektet
Rosettaprojektet (The Rosetta Project) har som syfte att bevara alla mänskliga språk över mycket lång tid och därigenom verka som en modern motsvarighet till Rosettastenen.

### Seminarier om långsiktigt tänkande
År 2003 startade Long Now Foundation en serie månatliga seminarier på temat långsiktigt tänkande. De över 200 seminarier som genomförts t.o.m. år 2018 har behandlat ämnen såsom miljö, civilisation, teknologi och rymden. Inbjudna talare som deltagit i seminarieserien inkluderar bl.a. Chris Anderson, Douglas Coupland, Peter Diamandis, Jared Diamond, Paul R. Ehrlich, Daniel Everett, Tim Flannery, Francis Fukuyama, Neil Gaiman, Sam Harris, Paul Hawken, Steven Johnson, Daniel Kahneman, Rosabeth Moss Kanter, Kevin Kelly, Ray Kurzweil, Bjørn Lomborg, Gavin Newsom, Steven Pinker, Iqbal Quadir, Martin Rees, Richard Rhodes, Paul Romer, Clay Shirky, George Shultz, Neal Stephenson, Bruce Sterling, Nassim Nicholas Taleb, Craig Venter, Vernor Vinge och Jimmy Wales.

## Styrelse
Organisations styrelse bestod år 2018 av följande personer:
| - Stewart Brand - Douglas Carlston - Esther Dyson - David Eagleman - Brian Eno - Ping Fu - Katherine Fulton | - Danny Hillis - Michael Keller - Kevin Kelly - Kim Polese - David Rumsey - Paul Saffo - Peter Schwartz |  |

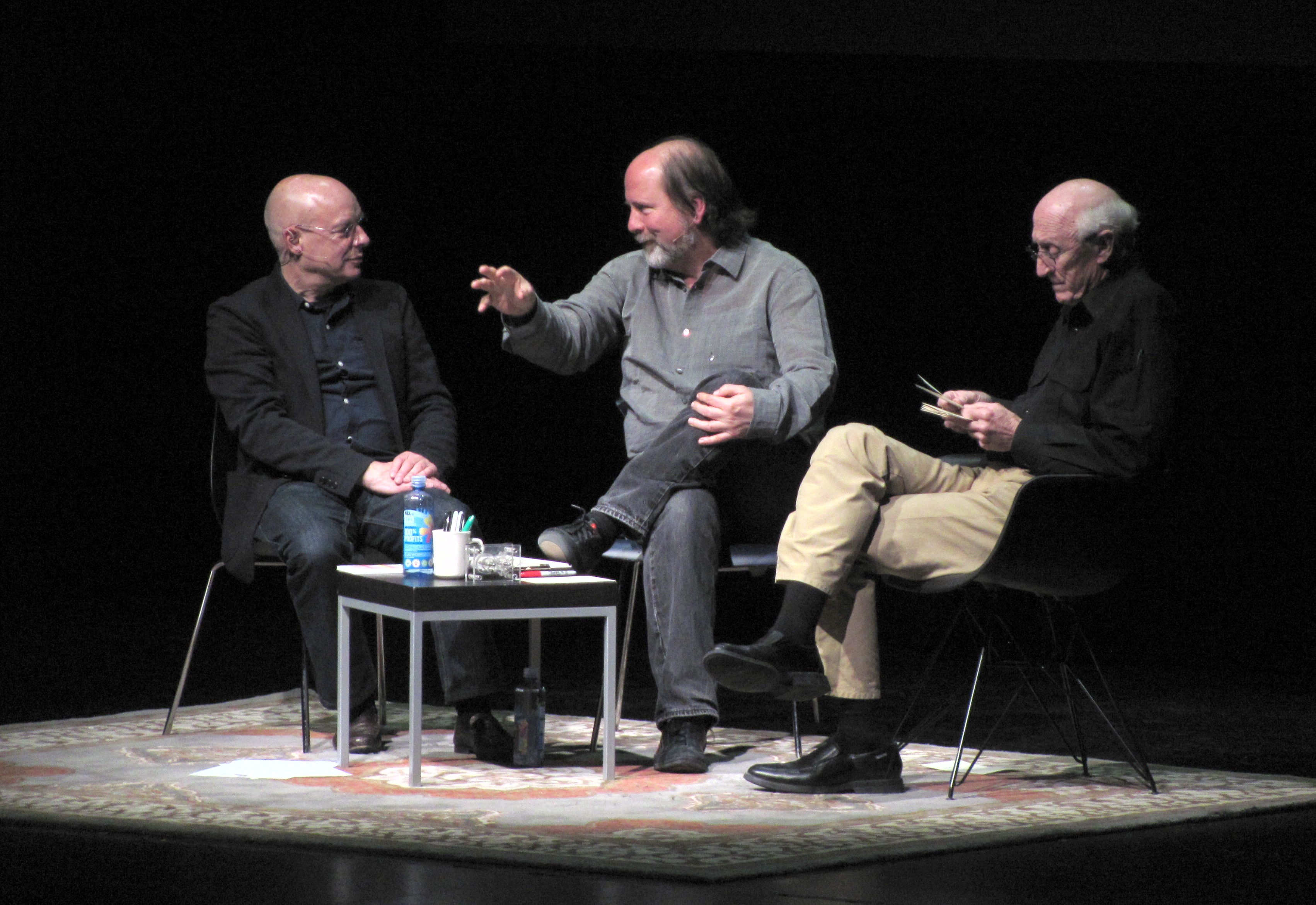
Brian Eno, Danny Hillis och Stewart Brand talar vid evenemanget "The Long Now, now" i San Francisco i januari 2014.
Foto: Pete Forsyth

Tidigare medlemmar i styrelsen inkluderar följande personer:
- Chris Anderson
- Mitchell Kapor
- Roger Kennedy